# David Amess
Sir David Anthony Andrew Amess (Plaistow, 26 marzo 1952 – Leigh-on-Sea, 15 ottobre 2021) è stato un politico britannico, membro del Partito Conservatore e deputato dal giugno 1983 al aprile 1987 per il collegio di Basildon e dal maggio 1987 all'ottobre 2021 per il collegio di Southend West nella Camera dei comuni.
Fu assassinato il 15 ottobre 2021 con diverse pugnalate nello stomaco mentre si era recato ad un incontro con alcuni elettori a Leigh-on-Sea. L'autore del gesto, Ali Harbi Ali, un venticinquenne di origini somale, venne arrestato con l'accusa di terrorismo e condannato all'ergastolo.